# جيفري غيت
جيفري غيت (3 أغسطس 1986 بفانواتو - ) هو لاعب كرة قدم فانواتي في مركز الدفاع. شارك مع منتخب فانواتو لكرة القدم. أما مع النوادي، فقد لعب مع نادي تافيا ‏.

## وصلات خارجية
- جيفري غيت على موقع الاتحاد الدولي (مؤرشف)  (الإنجليزية)
- جيفري غيت على موقع قاعدة بيانات كرة القدم.إي يو (الإنجليزية)
- جيفري غيت على موقع ناشيونال فوتبول تيمز (الإنجليزية)
- جيفري غيت على موقع Soccerway.com (الإنجليزية)